# August Cappelen

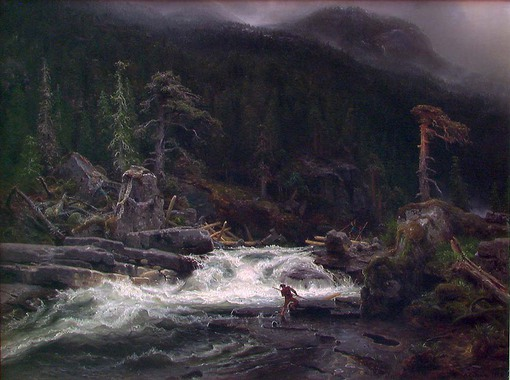
Foss i nedre Telemark, 1852

Herman August Cappelen, född 1 maj 1827 i Skien i Norge, död 8 juli 1852 i Düsseldorf i Tyskland, var en norsk konstnär.
August Cappelen var sonson till Didrich von Cappelen, och ägde en stor koloristisk begåvning och sökte i sina norska vildmarksmotiv, som han tolkade i en djupstämd, mättad färgskala, där han gav uttryck för sin romantiska och naturlyriska stil.
År 1846 flyttade han till Düsseldorf för att studera. Där förblev han bosatt fram till sin död, men besökte ofta hemlandet där han hämtade sina motiv från den norska vildmarken. Cappelen finns representerad vid bland annat Nationalmuseum i Stockholm.